# Signau (gemeente)
Signau is een gemeente en plaats in het Zwitserse kanton Bern, en maakt deel uit van het district Emmental.
Signau telt 2.737 inwoners.